# ویندسور شرقی، نیوجرسی
ویندسور شرقی (به انگلیسی: East Windsor Township) شهری در ایالت نیوجرسی کشور ایالات متحده آمریکا است که جمعیت آن در سرشماری سال ۲۰۱۰ میلادی، ۲۷٬۱۹۰ نفر بوده‌است.